# غاريقون علجومي
غاريقون علجومي (الاسم العلمي:Agaricus bufonius) هو نوع من الفطريات يتبع جنس الغاريقون من فصيلة الغاريقونية.